# Alessia Orro

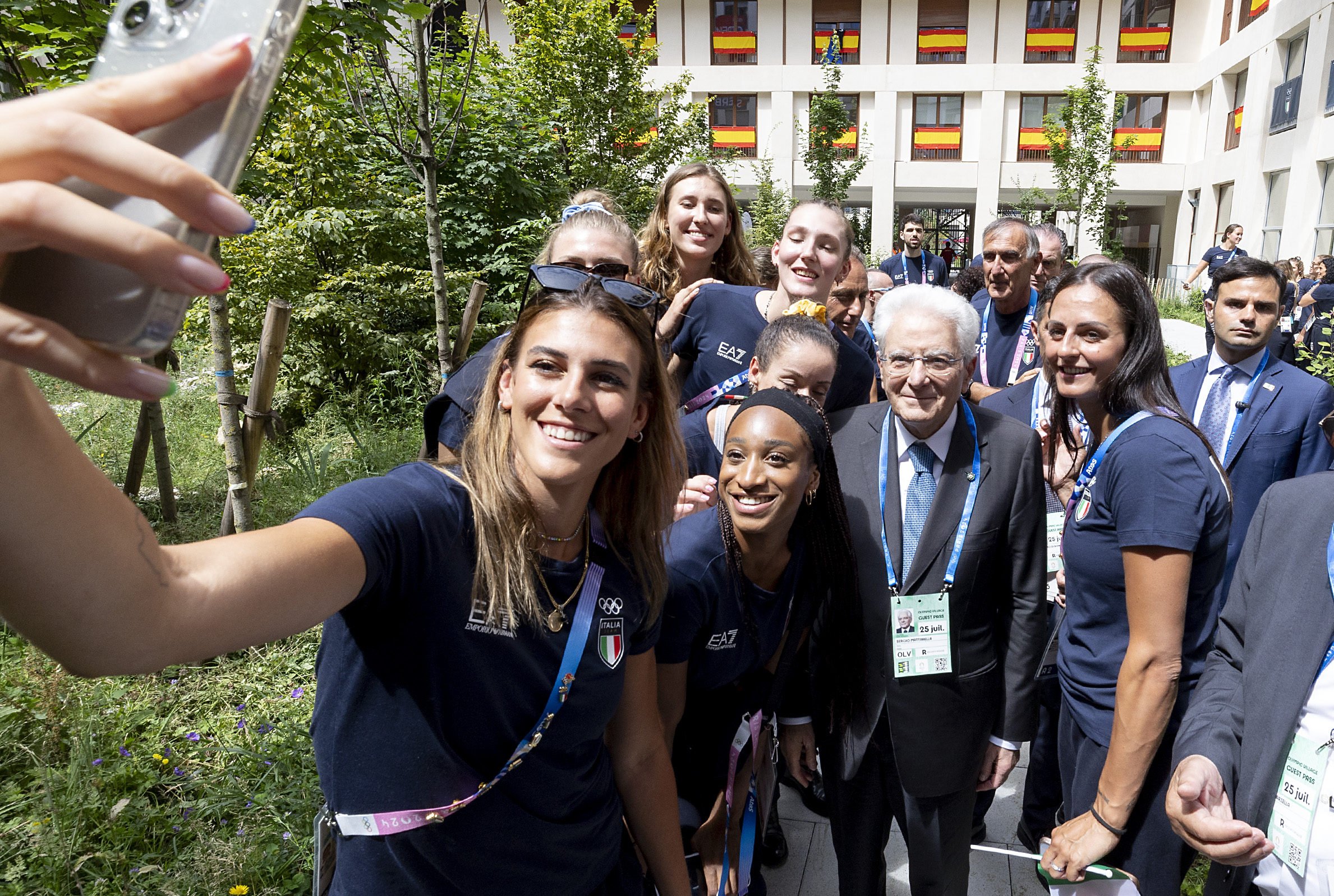
Alessia Orro robiąca selfie swoim koleżankom z reprezentacji Włoch i prezydentowi Włoch Sergio Mattarella

Alessia Orro (ur. 18 lipca 1998 w Oristano) – włoska siatkarka, grająca na pozycji rozgrywającej.

## Sukcesy klubowe
Puchar CEV:
- 2019, 2021

Liga włoska:
- 2022[3], 2023[4], 2025[5]

Liga Mistrzyń:
- 2024[6]
- 2025[7]

Klubowe Mistrzostwa Świata:
- 2024[8]

## Sukcesy reprezentacyjne
Mistrzostwa Świata Kadetek:
- 2015

Mistrzostwa Świata Juniorek:
- 2015

Grand Prix:
- 2017

Volley Masters Montreux:
- 2019

Mistrzostwa Europy:
- 2021
- 2019

Liga Narodów:
- 2022[9], 2024[10], 2025[11]

Mistrzostwa Świata:
- 2022[12]

Igrzyska Olimpijskie:
- 2024[13]

## Nagrody indywidualne
- 2015: Najlepsza rozgrywająca Mistrzostw Europy Kadetek[14]
- 2015: Najlepsza rozgrywająca Mistrzostw Świata Kadetek[15]
- 2021: MVP turnieju finałowego Pucharu CEV
- 2021: Najlepsza rozgrywająca Mistrzostw Europy
- 2022: Najlepsza rozgrywająca turnieju finałowego Ligi Narodów
- 2024: Najlepsza rozgrywająca turnieju finałowego Ligi Narodów[16]
- 2024: Najlepsza rozgrywająca Igrzysk Olimpijskich w Paryżu[17]
- 2025: Najlepsza rozgrywająca turnieju finałowego Ligi Narodów[18]